# کویوجاک
کویوجاک (به ترکی استانبولی: Kuyucak) شهری است در کشور ترکیه که در استان آیدین واقع شده‌است. جمعیت این شهر بر اساس سرشماری سال ۲۰۰۸ میلادی ۷٬۸۱۳ نفر و بر اساس برآوردهای سال ۲۰۰۹ میلادی ۷٬۸۶۴ نفر می‌باشد.